# ایگور تولیا
ایگور زگمونت تولیا (لهستانی: Igor Zygmunt Tuleya؛ زادهٔ ۲۴ اوت ۱۹۷۰؛ ووچ) قاضی اهل لهستان است. وی قاضی بخش ورشو و سخنگوی سابق این دادگاه بود. علت شهرت وی نقد دولت لهستان و اصلاحات قضایی انجام شده توسط دولت محافظه‌کار لهستان (حزب قانون و عدالت) است که تولیا آن را به عنوان تهدیدی علیه استقلال قوه قضاییه لهستان می‌بیند.